# Toyota Yaris Cross
La Toyota Yaris Cross è un'autovettura di tipo crossover SUV prodotta dalla casa automobilistica giapponese Toyota a partire dall’agosto 2020.

## Storia

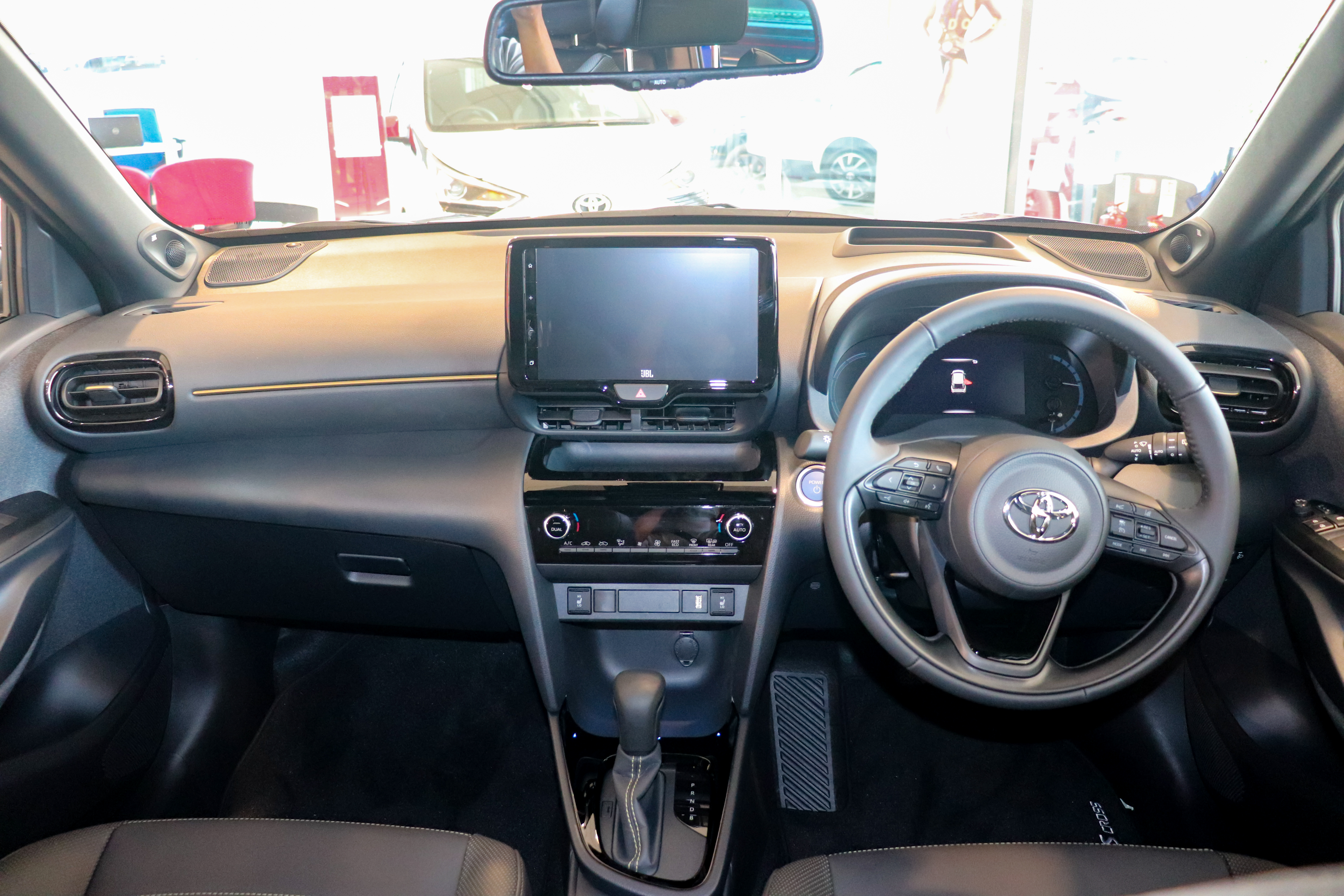
Interni

La Yaris Cross era originariamente prevista per essere presentata al Salone di Ginevra 2020, tuttavia a causa della pandemia COVID-19, la vettura venne svelata online il 23 aprile 2020.
Il modello è stato messo in vendita in Giappone nell’agosto 2020 e la produzione viene avviata nello stesso mese presso lo stabilimento Toyota Motor East Japan in Giappone. Il modello europeo invece viene prodotto in Francia presso lo stabilimento Toyota Motor Manufacturing France di Valenciennes.
Il pianale di base è la nuova piattaforma modulare TNGA nella versione GA-B sviluppata per le compatte di segmento B e già utilizzata dall’ultima generazione della Toyota Yaris, il passo nello specifico è lo stesso della Yaris europea, ma l'altezza da terra viene incrementata di 30 mm.
In Giappone è disponibile in due versioni ibride a trazione anteriore o integrale entrambe con il motore a benzina tre cilindri in linea 1.5 da 116 CV a ciclo Atkinson abbinato al motore elettrico e al cambio CVT. La versione a trazione anteriore dichiara un consumo medio di 30,8 km/l nel ciclo WLTP, mentre la versione a trazione integrale, denominata E-Four, è dotata di un motore elettrico aggiuntivo sull'asse posteriore (al posto dell'albero di trasmissione) da 3.9 kW.
Tra i dispositivi di sicurezza figurano il controllo automatico della velocità con sistema radar Pre-Collision, l'ABS, il controllo stabilità e di trazione, l'EBD, il rilevamento dei pedoni e dell'angolo cieco, il mantenimento della corsia e il sistema di parcheggio automatico.

## Riconoscimenti
Il 13 aprile 2022, nell'ambito dei World Car Awards, viene premiata come World Urban Car 2022.